# Radio Birdman
I Radio Birdman sono un gruppo punk australiano. La band si è formata nel 1974 a Sydney grazie a Deniz Tek, immigrato in Australia dagli Stati Uniti, e all'allora surfer Rob Younger. Furono il primo gruppo punk australiano ad ottenere un certo successo nella loro terra natale, prima anche dei ben più noti The Saints.

## Storia

### Il primo periodo
I due amici Deniz Tek e Rob Younger, accomunati da una forte passione per il Detroit sound e soprattutto per band come Stooges e MC5, decidono di assoldare tre musicisti locali e formare insieme una nuova band. I tre sono Chris Masuak (chitarra, piano), Warwick Gilbert (basso) e Ron Keeley (batteria), che formeranno la prima formazione dei Radio Birdman.
Il gruppo inizia così una serie di concerti che non portano però fama ai cinque. Anzi per i primi due anni di vita della band, i cinque vengono banditi da tutti i locali dove si sono esibiti. Il 1976 è però l'anno buono per il quintetto che incide il suo primo EP dal titolo Burn My Eye per la Trafalgar. Con l'uscita di questo EP si fa risalire la nascita della scena punk australiana. Il disco è caratterizzato da un suono grezzo e veloce, molto vicino al rock detroitiano, con le tastiere che seguono le trame velocissime delle due chitarre. Nello stesso anno si aggiungerà alla formazione della band, che non subirà più cambiamenti fino allo scioglimento del 1981, Pip Hoyle (organo, piano). Il passo successivo è quello di registrare un album e con un contratto con la Trafalgar in mano, la band registra nel 1977 Radios Appear, inizialmente uscito solo in Australia e poi distribuito nel 1978 in tutto il mondo dalla Sire Records, però con una scaletta differente. Mentre in patria il gruppo riscuote molto successo, il disco non trova il successo che merita negli USA e soprattutto in Europa. La frenetica attività live continua e nel 1978 il gruppo è in Galles per registrare il seguito di Radio Appear. Le session sono molto complicate e rispecchiano il pessimo stato di salute del gruppo, ma nonostante ciò ne scaturisce l'LP Living Eyes (Trafalgar/WEA), che verrà pubblicato nel 1981, dopo lo scioglimento della band, dovuto ad incompatibilità tra i membri della band.

### 1982-1995
Dopo lo scioglimento della band, Deniz Tek con Rob Younger, Warwick Gilbert, Ron Asheton degli Stooges e Dennis Thompson degli MC5 forma i New Race. A seguire Deniz Tek con Ron Keeley e Pip Hoyle e altri musicisti forma i The Visitors per poi continuare la sua carriera da solista. Rob Younger canterà successivamente nei New Christs, formati con membri di Lime Spiders, Celibate Rifles e Hoodoo Gurus. Gli altri membri dei Radio Birman continueranno a suonare in altri gruppi più o meno conosciuti come i The Barracudas.

### Il secondo periodo
La band si riforma nel 1996, a gennaio, con la formazione originale. I sei si ritrovano in studio per remixare i loro primi due lavori e si accorgono di poter ancora continuare a suonare insieme e che le frizioni tra i componenti della band erano sparite. Il gruppo inizia così a fare un tour in giro per l'Australia che porta alla pubblicazione nello stesso anno del live Ritualism per la loro etichetta Crying Sun Records. Il disco è stato registrato nel maggio del 1996 e contiene due brani inediti, registrati in una session a Melbourne durante il tour.
Nel 2000 avviene un cambio nella formazione: il bassista Warwick Gilbert lascia il posto a Jim Dickson, ex New Christs e Deniz Tek Group. La band gira il mondo in tour e nel 2004 arriva anche in Europa. Proprio durante il tour europeo il batterista Ron Keeley lascia la band per lasciare spazio a Nik Reith, ex Celibate Rifles, Deniz Tek Group e New Christs. Anch'egli viene sostituito dopo sei concerti dal batterista degli You Am I Russell Hopkinson. Nel 2006 viene pubblicato Zeno Beach, un nuovo album in studio a 25 anni di distanza dall'ultima fatica della band Living Eyes. Il disco è stato registrato nel dicembre 2005 a Sydney ed è stato pubblicato in Australia il 24 giugno dalla Crying Sun Records, mentre nel resto del mondo esce il 22 agosto. Il 27 luglio parte da Sydney il tour mondiale dei Radio Birdman che finirà il 7 ottobre a Azkena, in Spagna, dopo essere passato dagli USA e in Italia, il 29 settembre al Live Club di Trezzo e il giorno seguente al Vidia Club di Cesena.

## Formazione

### Formazione attuale
- Rob Younger - voce
- Deniz Tek - chitarra
- Chris Masuak - chitarra
- Jim Dickson - basso
- Russell Hopkinson - batteria
- Phillip 'Pip' Hoyle - tastiere

### Formazione originale
- Rob Younger - voce
- Deniz Tek - chitarra
- Chris Masuak - chitarra
- Warwick Gilbert - basso
- Ron Keeley - batteria
- Phillip 'Pip' Hoyle - tastiere

## Discografia

### EP
- 1976 - Burn My Eye

### Album studio
- 1977 - Radios Appear
- 1981 - Living Eyes
- 2006 - Zeno Beach

### Album live
- 1988 - More Fun
- 1996 - Ritualism

### Raccolte
- 1988 - Under the Ashes (Box Set)
- 1992 - The EP's
- 2001 - The Essential Radio Birdman